# Federazione di baseball della Russia
La Federazione russa di baseball (in russo Федерация бейсбола России?) è un'organizzazione fondata nel 1992 per governare la pratica del baseball in Russia.
Organizza il campionato di baseball russo, e pone sotto la propria egida la nazionale maschile.